# Hans Scheib
Hans Scheib, född 28 juli 1905 i Berlin, död 10 juni 1957 i Madrid, var en tysk filmfotograf verksam i Danmark, Sverige, Tyskland och Spanien.

## Filmfoto i urval
- 1943 - El abanderado
- 1938 - Olympia 1. Teil - Fest der Völker
- 1938 - Eli Sjursdotter
- 1934 - Palos brudefærd